# 北つくば農業協同組合
北つくば農業協同組合（きたつくばのうぎょうきょうどうくみあい）は、茨城県筑西市に本店を置く農業協同組合である。主に茨城県西北部で事業を展開する。通称JA北つくば。

## 概要
茨城県県西地区のうち､下館市、結城市、真壁郡各町村の農協が合併し誕生した農業協同組合。後にJA岩瀬町を合併している。

## 沿革
- 1993年（平成5年）2月1日︰下館市、結城市、真壁郡明野町、協和町、関城町、真壁町、大和村の2市4町1村の各ＪＡが合併し誕生[1]。
- 2003年（平成15年）2月13日︰ジェイエイ北つくば燃料㈱を設立
- 2005年（平成17年）
  - 7月14日︰JAホール真壁がオープン
  - 11月28日︰下館南支店が新装オープン
- 2006年（平成18年）
  - 8月1日︰JA岩瀬町が合併[1]
  - 8月23日︰JASS−PORTゆうきがオープン
  - 12月5日︰JAホール結城がオープン
- 2008年（平成20年）
  - 1月17日︰JA北つくば住宅リフォーム㈱を設立
  - 4月10日︰子育て支援センター「はだしっ子」がオープン
  - 9月11日︰JASS−PORTしもだてがオープン
- 2009年（平成21年）10月29日︰ファーマーズマーケット「きらいち」結城店リニューアルオープン
- 2010年（平成22年）
  - 4月1日︰東部営農経済センターを開設
  - 11月25日︰ＪＡホール下館を取得
- 2011年（平成23年）
  - 5月23日︰結城南支店、西部営農経済センターを開設
  - 7月1日︰筑西広域食材センターを開設
  - 　10月26日︰ファーマーズマーケット「きらいち」筑西店オープン
  - 12月23日 JASS−PORTあけのがオープン
- 2012年（平成24年）12月9日︰JASS−PORTせきじょうがオープン
- 2013年（平成25年）
  - 4月1日︰営農支援センター（外国人技能実習事業）を新設
  - 11月8日 JASS−PORTいわせがオープン
- 2014年（平成26年）2月4日︰JA北つくばアグリファーム㈱を設立
- 2016年（平成28年）
  - 12月10日︰ファーマーズマーケット「きらいち」結城店リニューアルオープン
- 2017年（平成29年）2月26日︰JAホール岩瀬がオープン
- 2019年（平成31年）4月1日︰下館営農経済センターを開設

## 支店・施設
全支店にATM有

### 本支店

#### 筑西市
- 本店（下館支店） − 筑西市岡芹2222
- 下館南支店 − 筑西市西榎生1212‐1
- 協和支店 − 筑西市上星谷359
- 明野支店 − 筑西市海老ヶ島848
- 関城支店 − 筑西市犬塚143

#### 結城市
- 結城支店 − 結城市新福寺4-13-3
- 結城南支店 − 結城市大字大木1902-2

#### 桜川市

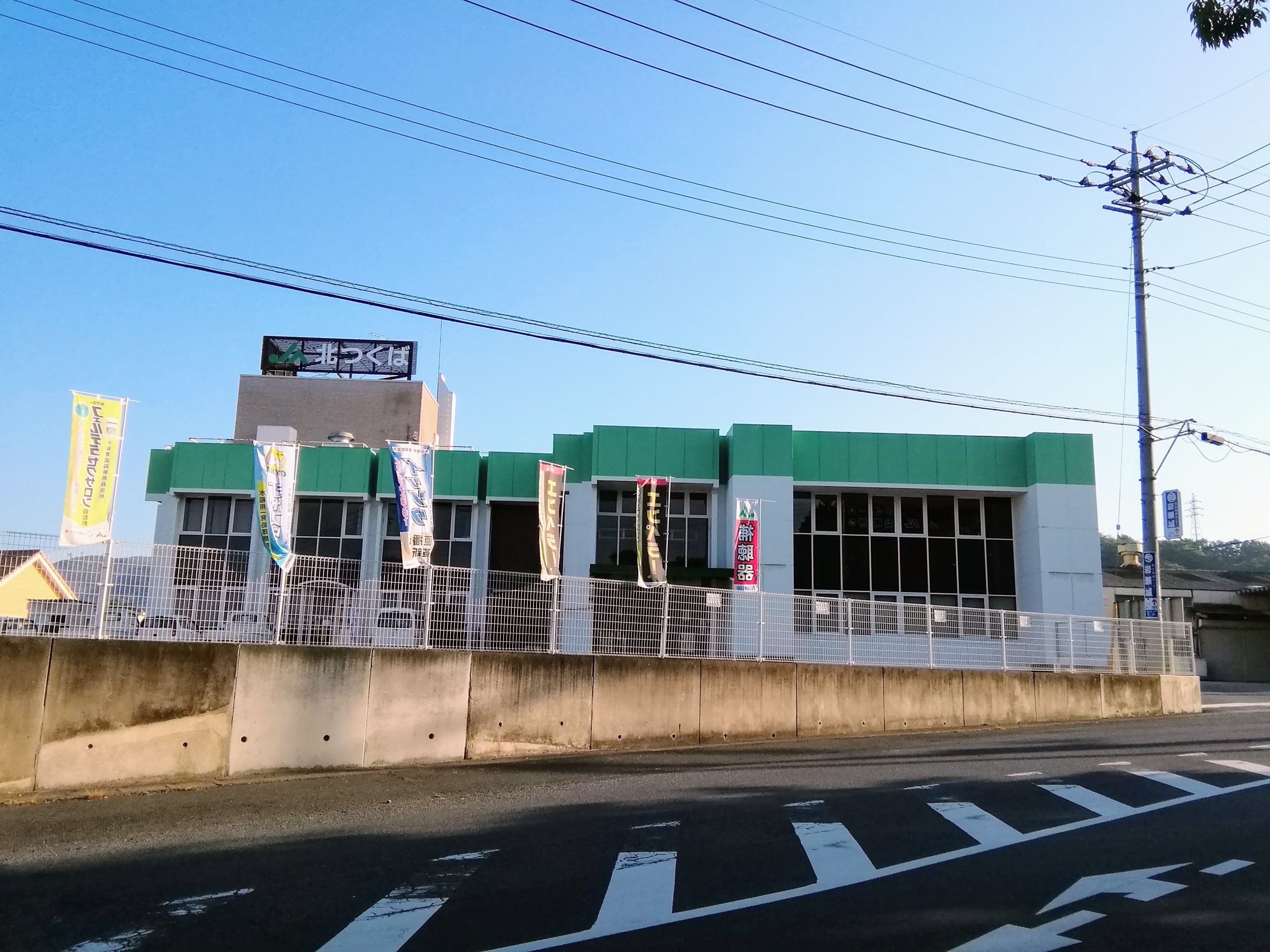
岩瀬支店

- 大和支店 − 桜川市本木1887-1
- 真壁支店 − 桜川市真壁町塙世79-1
- 岩瀬支店 − 桜川市岩瀬1911-1

### その他事業所
- 下館営農経済センター − 筑西市折本1122
- 協和営農経済課 − 筑西市上星谷359
- 東部営農経済センター − 筑西市上星谷94−2
- 東部資材センター − 筑西市上星谷359
- 関城営農経済課 − 筑西市犬塚143
- 西部営農経済センター − 結城市大木1902−2
- 岩瀬営農経済課 − 桜川市岩瀬1911−1
- 北部農機センター − 筑西市小林194
- 東部農機センター − 桜川市真壁町塙世79−1
- 西部農機センター − 茨城県筑西市犬塚142
- 岩瀬農機センター − 桜川市岩瀬1911−1
- 自動車センター − 筑西市海老ヶ島848
- 養蚕ATM − 筑西市下中山407−4（下館資産管理センター内）
- 新治ATM − 筑西市新治2001−1（旧新治支店）
- カスミ岩瀬店ATM − 桜川市御領1−58（カスミ岩瀬店）

### 直売所
- きらいち筑西店 − 筑西市西方838-1
- きらいち結城店 − 結城市新福寺4-13-3
- 協和直売所 − 筑西市上星谷369

## 子会社

### ジェイエイ北つくば燃料㈱
- 業種 − 石油販売業
- 法人所在地 − 筑西市五所宮408番地
- 店舗
  - LPG課（北つくばガスセンター） − 筑西市市野辺287番地2
  - JASS－PORTしもだて − 筑西市岡芹2223番地
  - JASS－PORTやまと − 桜川市羽田956番地6
  - JASS－PORTあけの − 筑西市海老ヶ島1061番地1
  - JASS－PORTせきじょう − 筑西市岡芹2223番地
  - JASS－PORTゆうき − 結城市新福寺2丁目21 番地8
  - JASS－PORTいわせ − 桜川市青柳384番地

### 北つくば農協葬祭㈱
- 業種 − 葬祭業
- 法人所在地 − 筑西市桑山2506番地15
- 店舗
  - JAホール下館 − 筑西市玉戸1012番地1
  - JAホール真壁 − 桜川市真壁町飯塚951番地1
  - JAホール結城（西部事業所） − 結城市新福寺4丁目13番地5
  - JA結城会館なごみ − 結城市結城6954番地4
  - JAホール岩瀬 − 桜川市中泉字星ノ宮378番地1

### JA北つくばハウジング㈱
- 業種 − 住宅リフォーム業
- 法人所在地 − 筑西市西石田584番地

### JA北つくばアグリファーム㈱
- 業種 − 農業
- 法人所在地 − 桜川市大国玉2501番地2